# Scheinstutzkäfer
Die Scheinstutzkäfer (Sphaeritidae) stellen eine Familie der Käfer dar, von denen in Mitteleuropa nur eine Art mit dem Namen Sphaerites glabratus vorkommt.

## Merkmale
Die Vertreter dieser Gruppe erreichen Körpergrößen zwischen 5,5 und 7 Millimeter. Der Körper ist kurz, oval und ähnelt dem der Stutzkäfer, die abgestutzten Flügeldecken (Elytren) bedecken jedoch fast den gesamten Hinterleib. Die Färbung von Sphaerites glabratus ist grünblau-metallisch schimmernd, die Flügeldecken sind mit auffälligen Punktreihen bedeckt.

## Lebensweise
Die Käfer ernähren sich von Harz und flüssigem Baumsaft, entsprechend findet man sie vor allem im Frühjahr und Herbst auf der Rinde von Bäumen mit ausfließendem Harz sowie im harzdurchtränkten Boden.